# Microsoft Windows
Microsoft Windows is een groep verschillende grafische besturingssysteemfamilies, die allemaal zijn ontwikkeld, uitgebracht en verkocht door Microsoft. Elke familie is geschikt voor een bepaalde sector van de informatica-industrie. Actieve Windows-families zijn Windows NT en Windows IoT. Deze kunnen subfamilies omvatten, bijvoorbeeld Windows Embedded Compact (Windows CE) of Windows Server. Opgeheven Windows-families zijn Windows 3.x, Windows 9x, Windows Mobile en Windows Phone.
De recentste (stabiele) versie van Windows is Windows 11, versie 24H2.

## Naam
Het Engelse woord 'Windows' betekent 'vensters'. Vensters zijn een van de vier onderdelen van het WIMP-interfaceconcept (Window, Icon, Menu, Pointing device), oorspronkelijk gedefinieerd aan het Xerox PARC begin jaren 80.

## Desktop en tablets
Er zijn in de loop der jaren veel versies van Microsoft Windows uitgegeven. Deze versies zijn in volgende categorieën op te delen:

### Niet meer ondersteunde versies
De versies van Windows onder deze categorie beschikken in het geheel niet meer over ondersteuning. Er komen geen patches meer voor uit.

#### Windows 1.0
De geschiedenis van Windows gaat terug tot 1982, toen Microsoft begon aan de eerste versie van een besturingsprogramma dat de naam Interface Manager kreeg. Dit werd aangekondigd in november 1983 (na de Apple Lisa, maar voor de Macintosh) onder de naam "Windows". Windows 1.0 kwam echter pas uit in november 1985. Windows 1.0 deed eigenlijk dienst als een shell over MS-DOS. Verder waren er verschillende programma's met een UI meegeleverd zoals de Rekenmachine, Kalender, Cardfile, Clipboard viewer, Klik, Configuratiescherm, Kladblok, Paint, Reversi, Terminal en Write. In Windows 1.0 was het niet mogelijk vensters met elkaar te laten overlappen.

#### Windows 2.0
In oktober 1987 werd Windows 2.0 gelanceerd. Nieuw was een verbeterd geheugenbeheer en de mogelijkheid vensters met elkaar te laten overlappen. Ook toetsencombinaties deden in deze versie hun intrede.
Windows 2.1 werd in twee verschillende versies uitgebracht: Windows/386 en Windows/286. In die eerste kwam er ondersteuning voor multitasking van verschillende DOS-programma's en ook het geheugengebruik was verbeterd. In die tweede was onder andere een verbeterd geheugengebruik doorgevoerd.
De eerste versies van Windows werden vaak gezien als een grafische interface over MS-DOS. Niettemin hadden deze eerste 16 bitversies van Windows al kenmerken van volledige besturingssystemen: eigen uitvoerbaar bestandsformaat en eigen stuurprogramma's voor printers, muis, toetsenbord, schermen etc. Ook had Windows, in tegenstelling tot MS-DOS, de mogelijkheid meerdere programma's met een grafische interface te gebruiken op hetzelfde moment (multitasking). Windows had dan ook veel meer opties en mogelijkheden, waaronder ondersteuning voor grotere geheugens.

#### Windows 3.0 en 3.1
De grootste verandering in Windows 3.0 (1990) en Windows 3.1 (1992) was dat programma's nu in een beschermde modus draaiden; hierdoor kregen ze toegang tot verschillende, afgescheiden delen van het geheugen en kon een programma gemakkelijk meerdere megabytes gebruiken. Ook werden verschillende onderdelen door Microsoft herschreven. Windows 3.1x was de laatste versie van Windows waar geen taakbalk en startmenu beschikbaar was.

#### Windows NT 3.1, 3.5 en 4.0
Origineel was de Windows NT-lijn bedoeld voor commercieel gebruik. De eerste versie van Windows NT was NT 3.1 (1993). Het versienummer "3.1" werd gekozen omdat het overeenkwam met de consumentenversie van Windows in die tijd (Windows 3.1). Versie NT 3.1 (1993) werd opgevolgd door respectievelijk NT 3.5 (1994), NT 3.51 (1995) en NT 4.0 (1996). Windows NT 4.0 is het eerste NT-gebaseerd besturingssysteem dat de interface van Windows 95 meekreeg.

#### Windows 95, 98 en ME
In augustus 1995 lanceerde Microsoft Windows 95, codenaam Chicago. Een belangrijke vernieuwing was de nieuwe gebruikersinterface. Zo werd de taakbalk, zoals hij bekend bleef tot en met Windows 7, geïntroduceerd. Ook werd hardware nu automatisch gedetecteerd en geconfigureerd door Windows (plug-and-play). 32 bitprogramma's werden nu ondersteund en de stabiliteit werd ten opzichte van Windows 3.1 verbeterd. Er kwamen verschillende OEM Service Releases (OSR) uit van Windows 95. Ieder kreeg voor belangrijke updates een Service Pack.
In juni 1998 volgde Windows 98. Nog geen jaar later, in mei 1999, kwam er een herziene versie van Windows 98 uit: Windows 98 Second Edition (of Windows 98 SE). Deze versie was geen gratis update, maar een heruitgave waarvoor betaald moest worden.
In februari 2000 kwam Microsoft met Windows 2000 op de markt. Omdat Windows 2000 op bedrijven was gericht kwam Microsoft voor consumenten met Windows ME (ME staat voor Millennium Edition). Windows ME was net als Windows 98 gebaseerd op MS-DOS en werd voorzien van enkele functies die Windows 2000 had, zoals een systeemherstel. Windows ME bleek echter instabiel. Het was het laatste besturingssysteem van Microsoft dat was gebaseerd op MS-DOS.

#### Windows 2000 (NT 5.0)
Windows 2000 was de laatste NT-gebaseerde versie van Windows die geen Microsoft Product Activation had ingebouwd. Het is ook de laatste versie van Windows die gebaseerd was op Windows NT waarvan geen consumentenversie werd geleverd. Ook was het de laatste versie van Windows die Windows Classic gebruikt als standaard UI. Windows 2000 bracht verschillende wijzigingen mee, zo werd de Active Directory geïntroduceerd in Windows 2000 Server. Veranderingen aan de configuratie van Windows vereisten niet langer dat de computer opnieuw werd opgestart. Het is de laatste Windows NT-versie waarvan een 16 bit-versie bestaat.

#### Windows XP (NT 5.1)
Gebaseerd op de tijdlijn is Windows XP in 2001 de opvolger van Windows Me geworden. Volgens het versienummer (NT 5.1) is Windows XP echter de opvolger van Windows 2000 (NT 5.0). De belangrijkste vernieuwing in Windows XP is waarschijnlijk te danken aan de nieuwe doelgroep. Microsoft richtte zich met Windows XP ook volledig op de consumenten. Windows XP werd voorzien van een mooiere interface met de naam "Luna". Deze is standaard beschikbaar in het blauw, zilver en olijf. Het startmenu werd onder handen genomen en het systeem is gebruiksvriendelijker en stabieler.
In 2002 kwam Microsoft met het eerste Service Pack voor Windows XP. In deze versie van Windows XP werd ondersteuning voor USB 2.0-interfaces toegevoegd, alsmede .NET-ondersteuning, IPv6-ondersteuning en ondersteuning voor SATA-schijven groter dan 137 GB. Verder werd versie 4.7 van Windows Messenger in deze update gebonden.
Eveneens in 2002 kwam Microsoft met Windows XP Media Center Edition (codenaam Freestyle), en in 2003 met Windows XP Media Center Edition 2004 (codenaam Harmony).
In 2004 kwam Microsoft met een tweede Service Pack voor Windows XP. Deze update loste veel problemen op en bracht ook nieuwe functies zoals het aangeven door middel van een bericht als een download een computervirus zou kunnen bevatten, een ingebouwde firewall, die de computer moet beschermen tegen hackers, en een makkelijker hulpprogramma voor het opsporen van draadloze netwerken.
Ook in 2004 kwam Microsoft met Windows XP Media Center Edition 2005 (codenaam Symphony), en in 2005 met Windows XP Media Center Edition 2005 Update Rollup 2 (codenaam Emerald).
In 2008 kwam het derde en tevens laatste Service Pack voor Windows XP. Nieuw in SP3 was de verbeterde compatibiliteit met Windows Server 2008, een nieuwe versie van het programma 'Verbinding met extern bureaublad' en ondersteuning voor .NET 4.0. Ondersteuning voor SP3, en Windows XP zelf, eindigde op 8 april 2014.

#### Windows Vista (NT 6.0)
Op 30 januari 2007 kwam Windows Vista uit. Net als zijn voorganger is Windows Vista gebaseerd op de Windows NT-kernel. Het draagt versienummer Windows NT 6.0. Windows Vista zou eigenlijk in 2006 moeten zijn uitgekomen voor de consumenten maar dit werd uitgesteld. Voor bedrijven verscheen Vista op 30 november 2006. Een grote vernieuwing in Windows Vista is de gebruikersinterface: deze werkt nu op Windows Aero. Windows Vista is tevens de laatste versie van Windows die enkel de klassieke taakbalk heeft. Voor Windows Vista zijn ondertussen al twee Service Packs verschenen.
Windows Vista werd echter niet goed ontvangen: de systeemvereisten waren hoog tegenover die van Windows XP, waardoor op veel computers het systeem traag werkte of niet alle grafische features konden worden gebruikt. Daarnaast betekende de verbeterde veiligheid, onder meer door middel van gebruikersaccountbeheer (UAC), een verandering in de manier waarop men gewend was te werken; veel wijzigingen vereisten nu het ingeven van een beheerderswachtwoord, ook wanneer men met een beheerdersaccount was ingelogd, wat door veel gebruikers als hinderlijk werd ervaren. Windows Vista werd in 2009 opgevolgd door Windows 7.
Windows Vista is tevens het enige besturingssysteem van Windows dat niet bedoeld is voor servers dat niet op zijn voorganger is gebaseerd. Origineel zou Windows Vista op Windows XP zijn gebaseerd, maar tijdens de ontwikkeling hield Microsoft een Development reset, daarbij worden alle wijzigingen ongedaan gemaakt. Er werd vervolgens gekozen om op de servervariant van Windows XP verder te werken: Windows Server 2003.

#### Windows 7 (NT 6.1)
Op 22 oktober 2009 lanceerde Microsoft Windows 7. Deze moest het door fouten geplaagde Windows Vista doen vergeten. Nieuw in Windows 7 was de vernieuwde taakbalk. Deze bevatte nu geen labels meer en de iconen waren groter. Hierdoor is de taakbalk ongeveer twee keer zo hoog als de klassieke versie ervan. Ook was Windows Aero drastisch verbeterd, waar in Windows Vista de taakbalk en vensters hun transparantie verloren als een venster werd gemaximaliseerd, is dat in Windows 7 niet meer het geval. Ook werd Aero Snap, Peek en Shake ingevoerd. Ook is het nu mogelijk om op het bureaublad een diashow af te spelen en widgets zitten niet meer vast aan een balk, maar kunnen worden verspreid over het volledige bureaublad. Verder hebben ook de bibliotheken hun intrede gedaan. Windows 7 werd vooral als 64 bitseditie verkocht. Windows 7 is ook de laatste versie van Windows die beschikt over de klassieke Windows-stijl uit Windows Me en eerder. Op 13 januari 2015 is Windows 7 de periode van extended support ingegaan; vanaf dan worden er alleen nog maar beveiligingslekken hersteld. Updates, zoals nieuwe versies van Internet Explorer, worden dan niet meer ontwikkeld voor Windows 7. Op 14 januari 2020 werd alle ondersteuning van Microsoft voor Windows 7 beëindigd. Dit betekent dat het besturingssysteem sindsdien geen (beveiligings)updates krijgt.

#### Windows 8 (NT 6.2)
Op 26 oktober 2012 lanceerde Microsoft Windows 8, de opvolger van Windows 7. Een grote vernieuwing van Windows 8 is de drastisch veranderde gebruikersinterface, waardoor Windows 8 dan ook de grootste vernieuwing sinds Windows 95 genoemd wordt. Windows 8 beschikt over de Metro-interface die al eerder te zien was op Windows Phone 7. Verder is er ondersteuning voor ARM-architectuur en is het mogelijk Windows vanaf een USB-apparaat te laten starten met Windows To Go. Ook is er ondersteuning voor USB 3.0. Verder is er een nieuw Taakbeheer en is Windows 8 de eerste versie van Windows die niet meer beschikt over de klassieke interface van Windows 95 en Me. In de klassieke omgeving, gekend uit Windows 7, werd Aero Glass geschrapt om meer een geheel de vormen met de Metro-UI. Vanwege de Windows 8.1-update, werd ondersteuning van Windows 8 gestopt op 12 januari 2016 en moeten gebruikers voor die tijd hebben bijgewerkt naar Windows 8.1 om updates te blijven ontvangen.

#### Windows 10 (NT 10.0)

##### Windows 10 versie 1511
Op 12 november 2015 bracht Microsoft Windows 10 November Update uit als versie 1511. De update is een vereiste update voor thuisgebruikers. Gebruikers van Windows 10 Pro en Enterprise kunnen de update tijdelijk uitstellen. De update bevat onder andere Microsoft Edge-platform versie 13, een uitgebreidere Microsoft Cortana en verschillende verbeteringen aan de interface. Ook bevat het een preview van de Skype-apps voor Windows 10. Verder brengt de update verbeteringen met zich mee aan de prestaties van Windows 10 en de manier waarmee het omgaat met beschikbaar geheugen. Microsoft veranderde ook de manier waarop Windows 10 geactiveerd kon worden en staat ook licenties van Windows 7, 8 en 8.1 toe.

##### Windows 10 versie 1703
Op 17 augustus 2016 begon Microsoft met het testen van de Creators Update. Deze update werd officieel aangekondigd in oktober 2016 en werd vrijgegeven op 11 april 2017 als build 1703. De update legt vooral de nadruk op creativiteit met nieuwe apps zoals Paint 3D. Ook werd er veel aandacht besteed aan Mixed Reality. Microsoft Edge werd voorzien van nieuwe functies om tabbladen te beheren. De update voegt voor de rest een vernieuwde Windows Defender Beveiligings-centrum toe en breidt de Instellingen-app verder uit met nieuwe opties en bestaande opties uit het Configuratiescherm. Andere grote aandachtspunten in de update waren toegankelijkheid en privacy.

### Uitgebreide ondersteuning
Versies van Windows onder deze categorie zitten in hun laatste fase, het zogenoemde Extended Support oftewel Uitgebreide Ondersteuning. Dit betekent dat er enkel nog updates worden uitgebracht die van invloed zijn op de beveiliging van Windows.

#### Windows 8.1 (NT 6.3)
Windows 8.1 (ook bekend als Windows Blue) is de naam voor een update voor Windows 8. Het bevat onder andere verschillende aanpassingen aan het startscherm, zoals nieuwe formaten voor tegels zoals gezien bij Windows Phone 8 en 7.8. Ook is de "Apps"-weergave toegankelijker gemaakt. Het Startscherm kan in meer kleuren worden getoond dan het 25 kleurenpalet uit Windows 8 en ook diverse nieuwe achtergronden zijn toegevoegd. Verder bevat de update ook Internet Explorer 11 en zijn de standaard-apps geüpdatet. Voorts zijn er negen nieuwe apps toegevoegd aan een standaardinstallatie. De update wordt gratis verspreid via de Windows Store sinds 17 oktober 2013. Windows 8.1 neemt de datums de ondersteuningscyclus van Windows 8 over, wat wil zeggen dat de ondersteuning eindigt in 2023. Windows 8.1 is ook de eerste Windowsversie die het gebruik van General Distribution Releases (GDR) overneemt van Windows Phone.

##### Windows 8.1 Update
Op 8 april 2014 bracht Microsoft Windows 8.1 Update uit. Deze update is vereist om verdere ondersteuning te krijgen sinds 10 juni. De update is vooral bedoeld om Windows te verbeteren voor het gebruik van muis en toetsenbord. De update voegt een visuele power-knop toe aan het startscherm, verbetert de Apps-weergave, verbetert Internet Explorer 11 en bevat diverse andere aanpassingen. Ook was de update een voorbereiding voor een herontwerp van de Windows Store, die later volgde op 12 mei 2014.

##### Windows 8.1 Update 2
In de maanden mei, juni, juli en augustus 2014 rolde Microsoft verschillende nieuwe feature-updates uit naar Windows 8.1. Deze set van updates wordt ook wel Windows 8.1 Update 2 genoemd. Onder andere de vernieuwde Windows Store maakte onderdeel uit van deze update. Ook de OneDrive-integratie werd verbeterd, Windows Update werd voorzien van enkele nieuwe mogelijkheden en Internet Explorer 11 werd bijgewerkt.

##### Windows 8.1 Update 3
Op 15 september 2015 bracht Microsoft Windows 8.1 Update 3 uit voor Windows RT-apparaten. De update maakt het mogelijk voor Windows RT-apparaten om het startscherm te vervangen door het startmenu. Het menu in deze versie heeft veel overeenkomsten met het menu dat in de eerste drie previewversies van Windows 10 was meegeleverd. Verder maakt de update alle gebruikersafbeeldingen rond (in pc-Instellingen, het vergrendelscherm enzovoorts).

#### Windows 10 (NT 10.0)

##### Windows 10 versie 1507
Windows 10 voor desktops en tablets werd uitgebracht op 29 juli 2015 met versie 1507. Windows biedt er ondersteuning voor meerdere bureaubladen, er kwam een notificatiecentrum, een nieuw startmenu, Modern UI-apps kunnen in de bureaubladversie geopend worden en er kwam een vervangende interface voor de Charms-bar. Windows 10 is de opvolger van zowel Windows 8.1 als Windows Phone 8.1, Windows Embedded en Xbox One OS. De Technical Preview van Windows 10 werd vrijgegeven op 1 oktober 2014 en gevolgd door 13 opvolgende previews voordat de eerste stabiele build 10240 werd vrijgegeven. Windows 10 introduceert verschillende nieuwe functies zoals Microsoft Edge, Windows Hello, DirectX 12, Xbox One-streaming, het Actiecentrum, TaskView, Continuum en Microsoft Cortana. Op 12 november 2015 bracht Microsoft versie 10.0.10586 uit van Windows 10 als update voor bestaande gebruikers van Windows 7, 8, 8.1 en 10.

##### Windows 10 versie 1607
Op 16 december 2015 begon Microsoft met het testen van de Anniversary Update, die later op Build 2016 op 30 maart 2016 werd aangekondigd met versienummer 1607. De update bevat verscheidene nieuwe mogelijkheden. Microsoft Edge werd geüpdatet naar platform versie 14 met onder andere ondersteuning voor extensies en verschillende nieuwe webtechnologieën. Ook introduceert deze update Windows Ink, een vernieuwd Actiecentrum, verbeterde integratie met Cortana, een nieuwe Windows Kaarten-app, een Skype-app en verdere ontwikkeling van het Universal Windows Platform. De update is gratis voor Windows 10-gebruikers en was gratis beschikbaar voor gebruikers van Windows 7, 8 en 8.1 tot 29 juli 2016.

### Algemene ondersteuning
De versies van Windows onder deze categorie beschikken over volledige ondersteuning, het zogenoemde Mainstream Support of Algemene ondersteuning. Er komen updates uit voor zowel beveiligingslekken als nieuwe functies, bijvoorbeeld nieuwe versies van Microsoft Edge, de opvolger van Internet Explorer.

#### Windows 10 (NT 10.0)

##### Windows 10 versie 1709
Op 7 april 2017 begon Microsoft met het testen van de Fall Creators Update (voorheen Redstone 3). Deze is uitgebracht op 17 oktober 2017 als versie 1709 en bevat o.a. de eerste elementen van het Microsoft Fluent Design System.

##### Windows 10 versie 1803
Op 26 juli 2017 begon Microsoft met het testen van versie 1803. Deze update introduceerde verschillende nieuwe designelementen in Windows. Verder is de Instellingen-app voorzien van verschillende nieuwe toegankelijkheids-opties. Ook introduceert deze versie de Tijdlijn, een nieuwe weergave waarmee gebruikers apps en bestanden kunnen hervatten waar ze eerder aan bezig waren, die wordt aangedreven door de Microsoft Graph.

##### Windows 10 versie 1809
Op 2 oktober 2018 bracht Microsoft Windows 10 versie 1809 uit. Deze werd echter na een paar dagen ingetrokken wegens problemen met o.a. verplaatste standaardmappen, waarbij spontaan mappen en bestanden werden gewist.
| Windows 10 | Windows 10       |
| Versie     | Datum            |
| ---------- | ---------------- |
| 1903       | 21 mei 2019      |
| 1909       | 12 november 2019 |
| 2004       | 27 mei 2020      |
| 20H2       | 20 oktober 2020  |
| 21H1       | 18 mei 2021      |
| 21H2       | 16 november 2021 |
| 22H2       | 18 oktober 2022  |

#### Windows 11
Windows 11 werd aangekondigd op 24 juni 2021 en vrijgegeven op 4 oktober 2021. De overstap van Windows 10 was gratis.
| Windows 11 | Windows 11        |
| Versie     | Datum             |
| ---------- | ----------------- |
| 21H2       | 4 oktober 2021    |
| 22H2       | 20 september 2022 |
| 23H2       | 31 oktober 2023   |

## Mobiel

### Windows Phone 7 (CE 7.0)
Windows Phone 7 is een van de grond af aan heropgebouwd besturingssysteem voor mobiele telefoons en vervangt Windows Mobile. In het vierde kwartaal van 2010 werden de eerste telefoons gelanceerd met het nieuwe besturingssysteem dat na lancering van updates werd voorzien via Zune. Windows Phone 7 introduceert een volledig vernieuwde interface op basis van de Zune HD-interface. Het is het laatste besturingssysteem van Microsoft voor consumenten dat gebruik maakt van Windows CE. Latere versies van het besturingssysteem (Windows Phone 8) zijn voorzien van de Windows NT-kernel, net als de desktopvarianten van het OS.
Windows Phone 7.5, gelanceerd op 27 september 2011, was de eerste grote vernieuwing tot het platform en bracht onder andere Internet Explorer 9 naar Windows Phone, ter vervanging van IE7. Ook verbeteringen aan multitasking waren aanwezig. De integratie met sociale netwerken werd verder uitgebouwd. Een groot deel van het besturingssysteem ging op de schop. Mango, zoals de update vaak werd genoemd, werd later nog bijgewerkt met de Refresh-update, die LTE-ondersteuning toevoegde, en Tango, een update die vooral gericht was op het geschikt maken van Windows Phone voor low-end-smartphones. Windows Phone 7.8 was de laatste grote update voor het Windows Phone 7-platform, gelanceerd op 1 februari 2013, en bracht het nieuwe Windows Phone 8-startscherm naar het OS. Ook het Windowslogo werd in het hele besturingssysteem vervangen door het nieuwe logo van Windows.

### Windows Phone 8 (NT 6.2)
Windows Phone 8 werd gelanceerd op 29 oktober 2012 als opvolger van Windows Phone 7.5. Het is het eerste mobiele besturingssysteem van Microsoft dat gebaseerd is op de Windows NT-kernel. Dit is ook direct de grootste verandering en de reden dat Windows Phone 7-toestellen niet in staat zijn om te updaten naar Windows Phone 8. De nieuwe kernel moest Windows en Windows Phone dichter bij elkaar brengen. Windows Phone 8 concerteerde zich vooral op nieuwe hardware, een nieuw startscherm, Internet Explorer 10 en meer.

### Windows Phone 8.1 (NT 6.3)
In februari 2014 nodigde Microsoft ontwikkelaars uit voor een preview van de SDK van "de volgende versie van Windows Phone". Deze biedt opnieuw ondersteuning voor nieuwe resoluties, processors etc. Het bevat ook verschillende personalisatieopties en nieuwe eigenschappen zoals Internet Explorer 11 en moet beter kunnen samenwerken met Windows 8.1. Windows Phone 8.1 is uitgebreid aangekondigd op Build 2014 en werd voor ontwikkelaars beschikbaar gesteld op 14 april 2014. De uitrol van Windows Phone 8.1 werd tijdens de zomer uitgevoerd. Op 4 augustus stelde Microsoft een update, genaamd Windows Phone 8.1 Update, beschikbaar voor ontwikkelaars.

### Windows 10 Mobile (NT 10.0)
Net als Windows 8.1, wordt ook Windows Phone 8.1 opgevolgd door Windows 10 Mobile, zo werd aangekondigd op 30 september 2014 door Microsoft op een persconferentie. Een eerste preview van Windows 10 voor smartphones werd vrijgegeven in februari 2015 voor een gelimiteerd aantal Microsoft Lumia-toestellen. De lijst van ondersteunde Lumia's wordt in een latere update uitgebreid en ook Windows Phone 8.1-toestellen van andere fabrikanten zouden in latere previews worden opgenomen. Verder zouden ook enkele Android-toestellen worden voorzien van de mogelijkheid om te upgraden naar Windows 10.

#### Windows 10Mobile AnniversaryUpdate
Tegelijkertijd met Windows 10 werd ook de Mobile-variant voorzien van de zogenoemde Anniversary Update. Microsoft Edge werd geüpdatet naar platform versie 14 met onder andere een verbeterde mobiele interface en verschillende nieuwe webtechnologieën. Ook introduceert deze update een vernieuwd Actiecentrum, verbeterde integratie met Cortana, een nieuwe Windows Kaarten-app, een Skypeapp en verdere ontwikkeling van het Universal Windows Platform. Een ander belangrijk punt voor de update is Continuum. Zo kreeg het ondersteuning voor de Xbox One-controller en multitouch en kunnen andere Windows 10-apparaten gebruikt worden om Continuum naar te streamen.

## Console

### Xbox One (NT 6.2)
Net als Windows en Windows Phone maakt het besturingssysteem van de Xbox One gebruik van de Windows NT-kernel, versie 6.2. Dit OS, gebaseerd op Windows, wordt echter bijgestaan door twee andere besturingssystemen.

### New Xbox One Experience (NT 10.0)
Op 12 november 2015 gaf Microsoft de zogenoemde "New Xbox One Experience", of kortweg NXOE, vrij. Deze update bevat een volledig gereviseerde interface die meer in lijn ligt met de interface van Windows 10 en Windows 10 Mobile. De update bevat ook een bijgewerkte kernel, Windows NT 6.2 van Windows 8 wordt vervangen door Windows NT 10.0 uit de Windows 10 November Update. Tevens is de NXOE het eerste Windows-gebaseerd besturingssysteem sinds Windows 3.0 dat geen versie van Internet Explorer ondersteunt.

## Tijdlijn
Ondanks de benamingen voor alle versies van Windows heeft elke versie ook een versienummer. In de benaming van Windows zit geen vast patroon. Eerst werd gewoon het versienummer gebruikt, daarna werd overgegaan op het jaar van release (Windows 95), daarna werden "ervaringen" als naam gebruikt (Windows XP en Vista) en sinds Windows 7 gebruikt Microsoft de rangvolgorde van de Windowsversie, al dan niet bijgestaan door een updatenummer (bv. Windows 8.1), maar op zijn beurt laat deze rangvolgorde sommige versies van Windows buiten beschouwing.
| Legenda     | Legenda                   | Legenda                | Legenda                 | Legenda         |
| ----------- | ------------------------- | ---------------------- | ----------------------- | --------------- |
| End of Life | Uitgebreide ondersteuning | Algemene ondersteuning | Ondersteunde testversie | In ontwikkeling |

### Originele kernel
De originele Windowskernel werd gebruikt van 1985 tot 2000. Windows Me was de laatste versie van Windows die gebaseerd was op deze kernel. Sinds 1993 startte Microsoft een overgang naar de Windows NT-kernel. Op 11 juli 2006 verleende Microsoft geen ondersteuning meer op alle versies van de originele kernel.
| Naam                        | Kernel    | Uitgavedatum      | Build  | Codenaam          | Ondersteuning    | Ondersteuning    | Hoogste versie | Hoogste versie |
| Naam                        | Kernel    | Uitgavedatum      | Build  | Codenaam          | Mainstream       | Extended         | IE             | DirectX        |
| --------------------------- | --------- | ----------------- | ------ | ----------------- | ---------------- | ---------------- | -------------- | -------------- |
| Windows 1.0                 | 1.01-1.04 | 20 november 1985  | n.v.t. | Interface Manager | 31 december 2001 | 31 december 2001 | n.v.t.         | n.v.t.         |
| Windows 2.0                 | 2.03      | 9 december 1987   | n.v.t. | n.v.t.            | 31 december 2001 | 31 december 2001 | n.v.t.         | n.v.t.         |
| Windows 2.1                 | 2.10      | 27 mei 1988       | n.v.t. | n.v.t.            | 31 december 2001 | 31 december 2001 | n.v.t.         | n.v.t.         |
| Windows 3.0                 | 3.0       | 22 mei 1990       | n.v.t. | n.v.t.            | 31 december 2001 | 31 december 2001 | n.v.t.         | n.v.t.         |
| Windows 3.1                 | 3.1       | 6 april 1992      | n.v.t. | Janus             | 31 december 2001 | 31 december 2001 | 5              | n.v.t.         |
| Windows For Workgroups 3.1  | 3.1       | 1 oktober 1992    | n.v.t. | Sparta, Winball   | 31 december 2001 | 31 december 2001 | 5              | n.v.t.         |
| Windows For Workgroups 3.11 | 3.11      | 11 augustus 1993  | n.v.t. | Snowball          | 31 december 2001 | 31 december 2001 | 5              | n.v.t.         |
| Windows 95                  | 4.0       | 24 augustus 1995  | 950    | Chicago, 4.0      | 31 december 2000 | 31 december 2001 | 5              | 8.0a           |
| Windows 98                  | 4.10      | 25 juni 1998      | 1998   | Memphis, 97, 4.1  | 30 juni 2002     | 11 juli 2006     | 6              | 9.0c           |
| Windows 98 SE               | 4.10      | 5 mei 1999        | 2222   | n.v.t.            | 30 juni 2002     | 11 juli 2006     | 6              | 9.0c           |
| Windows ME                  | 4.90      | 14 september 2000 | 3000   | Millennium, 4.9   | 31 december 2003 | 11 juli 2006     | 6              | 9.0c           |

### NT-kernel
De Windows NT-kernel (voluit Windows New Technology) is ontwikkeld sinds 1993. De versienummering begon bij NT 3.1. Deze kernel was tot en met Windows 2000 bedoeld voor zakelijk gebruik. Sinds Windows XP wordt de kernel ook gebruikt in de consumentenversie van Windows.

#### Windows NT 3.1-5.2
| Naam                                | Kernel | Uitgavedatum      | Build | Soort  | Codenaam           | Ondersteuning     | Ondersteuning     | Hoogste versie | Hoogste versie |
| Naam                                | Kernel | Uitgavedatum      | Build | Soort  | Codenaam           | Mainstream        | Extended          | IE             | DirectX        |
| ----------------------------------- | ------ | ----------------- | ----- | ------ | ------------------ | ----------------- | ----------------- | -------------- | -------------- |
| Windows NT 3.1                      | 3.1    | 27 juli 1993      | 528   | Client | n.v.t.             | 31 december 2000  | 31 december 2000  | 2              | n.v.t.         |
| Windows NT 3.1 Server               | 3.1    | 27 juli 1993      | 528   | Server | n.v.t.             | 31 december 2000  | 31 december 2000  | 2              | n.v.t.         |
| Windows NT 3.5                      | 3.5    | 21 september 1994 | 807   | Client | Daytona            | 31 december 2000  | 31 december 2001  | 3              | n.v.t.         |
| Windows NT 3.5 Server               | 3.5    | 21 september 1994 | 807   | Server | Daytona Server     | 31 december 2000  | 31 december 2001  | 3              | n.v.t.         |
| Windows NT 3.51                     | 3.51   | 30 mei 1995       | 1057  | Client | n.v.t.             | 31 december 2000  | 31 december 2001  | 5              | n.v.t.         |
| Windows NT 3.51 Server              | 3.51   | 30 mei 1995       | 1057  | Server | n.v.t.             | 30 september 2000 | 30 september 2002 | 5              | n.v.t.         |
| Windows NT 4.0                      | 4.0    | 24 augustus 1996  | 1381  | Client | Cairo              | 30 juni 2002      | 31 december 2004  | 6              | 3.0a           |
| Windows NT 4.0 Server               | 4.0    | 24 augustus 1996  | 1381  | Server | Cairo Server       | 31 december 2002  | 31 december 2004  | 6              | 3.0a           |
| Windows 2000                        | 5.0    | 17 februari 2000  | 2195  | Client | Janus              | 30 juni 2005      | 13 juli 2010      | 6              | 9.0c           |
| Windows 2000 Server                 | 5.0    | 17 februari 2000  | 2195  | Server | Janus Server       | 30 juni 2005      | 13 juli 2010      | 6              | 9.0c           |
| Windows XP                          | 5.1    | 25 oktober 2001   | 2600  | Client | Whistler           | 14 april 2009     | 8 april 2014      | 8              | 9.29           |
| Windows XP x64 Edition              | 5.2    | 28 maart 2003     | 3790  | Client | n.v.t.             | 14 april 2009     | 8 april 2014      | 8              | 9.29           |
| Windows Server 2003                 | 5.2    | 24 april 2003     | 3790  | Server | Whistler Server    | 13 juli 2010      | 14 juli 2015      | 8              | 9.29           |
| Windows XP Professional x64 Edition | 5.2    | 25 april 2005     | 3790  | Client | n.v.t.             | 14 april 2009     | 8 april 2014      | 8              | 9.29           |
| Windows Server 2003 R2              | 5.2    | 6 december 2005   | 3790  | Server | Whistler Server R2 | 13 juli 2010      | 14 juli 2015      | 8              | 9.29           |
| Windows Fundamentals for Legacy PCs | 5.1    | 8 juli 2006       | 2600  | Client | Eiger, Mönch       | 14 april 2009     | 8 april 2014      | 8              | 9.29           |
| Windows Home Server                 | 5.2    | 4 november 2007   | 4500  | Server | Quattro            | 8 januari 2013    | 8 januari 2013    | 8              | 9.29           |

#### Windows NT 6.x
| Naam                     | Kernel | Uitgavedatum                                       | Build | Soort  | Codenaam             | Ondersteuning    | Ondersteuning    | Hoogste versie | Hoogste versie |
| Naam                     | Kernel | Uitgavedatum                                       | Build | Soort  | Codenaam             | Mainstream       | Extended         | IE             | DirectX        |
| ------------------------ | ------ | -------------------------------------------------- | ----- | ------ | -------------------- | ---------------- | ---------------- | -------------- | -------------- |
| Windows Vista            | 6.0    | 30 november 2006 (volume) 30 januari 2007 (retail) | 6000  | Client | Longhorn, Mojave     | 10 april 2012    | 11 april 2017    | 9              | 11.0           |
| Windows Server 2008      | 6.0    | 27 februari 2008                                   | 6000  | Server | Cougar               | 13 januari 2015  | 14 januari 2020  | 9              | 11.0           |
| Windows 7                | 6.1    | 22 oktober 2009                                    | 7600  | Client | Blackcomb, Vienna, 7 | 13 januari 2015  | 14 januari 2020  | 11             | 11.0           |
| Windows Server 2008 R2   | 6.1    | 22 oktober 2009                                    | 7600  | Server | n.v.t.               | 9 januari 2018   | 13 januari 2023  | 11             | 11.0           |
| Windows Thin PC          | 6.1    | 9 februari 2011                                    | 7600  | Client | n.v.t.               | 11 oktober 2016  | 12 oktober 2021  | 11             | 11.0           |
| Windows Home Server 2011 | 6.1    | 6 april 2011                                       | 8400  | Server | Vail                 | 12 april 2016    | 12 april 2016    | 9              | 11.0           |
| Windows Server 2012      | 6.2    | 4 september 2012                                   | 9200  | Server | 8                    | 9 oktober 2018   | 10 oktober 2023  | 11             | 11.1           |
| Windows 8                | 6.2    | 26 oktober 2012                                    | 9200  | Client | 8                    | 12 januari 2016  | 12 januari 2016  | 10             | 11.1           |
| Windows RT               | 6.2    | 26 oktober 2012                                    | 9200  | Client | Windows on ARM       | 12 januari 2016  | 12 januari 2016  | 10             | 11.1           |
| Windows Phone 8          | 6.2    | 28 november 2012                                   | 9903  | Phone  | Apollo               | 12 januari 2016  | 12 januari 2016  | 10             | 11.1           |
| Xbox One                 | 6.2    | 22 november 2013                                   | 9781  | Gaming | Durango              | 9 september 2015 | 9 september 2015 | 10             | 11.1           |
| Windows 8.1              | 6.3    | 17 oktober 2013                                    | 9600  | Client | Blue                 | 9 januari 2018   | 10 januari 2023  | 11             | 11.2           |
| Windows RT 8.1           | 6.3    | 17 oktober 2013                                    | 9600  | Client | Spring               | 9 januari 2018   | 10 januari 2023  | 11             | 11.2           |
| Windows Server 2012 R2   | 6.3    | 17 oktober 2013                                    | 9600  | Server | Blue                 | 9 oktober 2018   | 10 oktober 2023  | 11             | 11.2           |
| Windows Phone 8.1        | 6.3    | 14 april 2014                                      | 12359 | Phone  | Blue                 | 11 juli 2017     | 11 juli 2017     | 11             | 11.2           |

#### Windows 10 tot 11
| Naam                                                      | Kernel | Uitgavedatum     | Versie | Build | Soort      | Codenaam    | Ondersteuning    | Ondersteuning    | Hoogste versie | Hoogste versie | Hoogste versie |
| Naam                                                      | Kernel | Uitgavedatum     | Versie | Build | Soort      | Codenaam    | Mainstream       | Extended         | IE             | DirectX        | Edge           |
| --------------------------------------------------------- | ------ | ---------------- | ------ | ----- | ---------- | ----------- | ---------------- | ---------------- | -------------- | -------------- | -------------- |
| Windows 10                                                | 10.0   | 29 juli 2015     | 1507   | 10240 | Client     | Threshold 1 | 9 mei 2017       | 14 oktober 2025  | 11             | 12             | 12             |
| Windows 10 November Update                                | 10.0   | 12 november 2015 | 1511   | 10586 | Client     | Threshold 2 | 10 april 2018    | 10 april 2018    | 11             | 12             | 13             |
| New Xbox One Experience                                   | 10.0   | 12 november 2015 | 1510   | 10586 | Gaming     | Threshold 2 | 27 april 2016    | 27 april 2016    | n.v.t.         | 12             | 13             |
| Windows 10 Mobile                                         | 10.0   | 20 november 2015 | 1511   | 10586 | Phone      | Threshold 2 | 9 januari 2018   | 9 januari 2018   | n.v.t.         | 12             | 13             |
| Xbox One Summer Update                                    | 10.0   | 29 juli 2016     | 1608   | 14393 | Gaming     | Redstone 1  | 14 december 2016 | 14 december 2016 | n.v.t.         | 12             | 14             |
| Windows 10 Anniversary Update                             | 10.0   | 2 augustus 2016  | 1607   | 14393 | Client     | Redstone 1  | 9 april 2019     | 13 oktober 2026  | 11             | 12             | 14             |
| Windows 10 Mobile Anniversary Update                      | 10.0   | 2 augustus 2016  | 1607   | 14393 | Phone      | Redstone 1  | 9 oktober 2018   | 9 oktober 2018   | n.v.t.         | 12             | 14             |
| Windows Server 2016                                       | 10.0   | 15 oktober 2016  | 1607   | 14393 | Server     | Redstone 1  | 11 januari 2022  | 11 januari 2027  | 11             | 12             | 14             |
| Xbox One Creators Update                                  | 10.0   | 29 maart 2017    | 1703   | 15063 | Gaming     | Redstone 2  | 6 september 2017 | 6 september 2017 | n.v.t.         | 12             | 15             |
| Windows 10 Creators Update                                | 10.0   | 5 april 2017     | 1703   | 15063 | Client     | Redstone 2  | 8 oktober 2019   | 8 oktober 2019   | 11             | 12             | 15             |
| Windows 10 Mobile Creators Update                         | 10.0   | 25 april 2017    | 1703   | 15063 | Phone      | Redstone 2  | 11 juni 2019     | 11 juni 2019     | n.v.t.         | 12             | 15             |
| Xbox One Oktober Update                                   | 10.0   | 16 oktober 2017  | 1710   | 16299 | Gaming     | Redstone 3  | 7 februari 2018  | 7 februari 2018  | n.v.t.         | 12             | 16             |
| Windows 10 Mobile Fall Creators Update                    | 10.0   | 17 oktober 2017  | 1709   | 15254 | Phone      | Redstone 3  | 14 januari 2020  | 14 januari 2020  | n.v.t.         | 12             | 15             |
| Windows 10 Fall Creators Update                           | 10.0   | 17 oktober 2017  | 1709   | 16299 | Client     | Redstone 3  | 13 oktober 2020  | 13 oktober 2020  | 11             | 12             | 16             |
| Windows Server versie 1709                                | 10.0   | 17 oktober 2017  | 1709   | 16299 | Server CLI | Redstone 3  | 13 oktober 2020  | 13 oktober 2020  | n.v.t.         | 12             | 16             |
| Xbox One March 2018 Update                                | 10.0   | 24 april 2018    | 1804   | 17133 | Gaming     | Redstone 4  | 13 augustus 2018 | 13 augustus 2018 | n.v.t.         | 12             | 17             |
| Windows 10 April 2018 Update                              | 10.0   | 30 april 2018    | 1803   | 17134 | Client     | Redstone 4  | 10 november 2020 | 10 november 2020 | 11             | 12             | 17             |
| Windows Server versie 1803                                | 10.0   | 30 april 2018    | 1803   | 17134 | Server CLI | Redstone 4  | 10 november 2020 | 10 november 2020 | n.v.t.         | 12             | 17             |
| Windows 10 October 2018 Update                            | 10.0   | 2 oktober 2018   | 1809   | 17763 | Client     | Redstone 5  | 11 mei 2021      | 9 januari 2029   | 11             | 12             | 18             |
| Windows Server 2019                                       | 10.0   | 2 oktober 2018   | 1809   | 17763 | Server     | Redstone 5  | 9 januari 2024   | 9 januari 2029   | 11             | 12             | 18             |
| Xbox One October 2018 Update                              | 10.0   | 11 oktober 2018  | 1809   | 17763 | Gaming     | Redstone 5  | 5 maart 2019     | 5 maart 2019     | n.v.t.         | 12             | 18             |
| Xbox One May 2019 Update                                  | 10.0   | 16 april 2019    | 1903   | 18362 | Gaming     | 19H1        | 13 augustus 2019 | 13 augustus 2019 | n.v.t.         | 12             | 18             |
| Windows 10 May 2019 Update                                | 10.0   | 21 mei 2019      | 1903   | 18362 | Client     | 19H1        | 8 december 2020  | 8 december 2020  | 11             | 12             | 18             |
| Windows Server versie 1903                                | 10.0   | 21 mei 2019      | 1903   | 18362 | Server CLI | 19H1        | 8 december 2020  | 8 december 2020  | n.v.t.         | 12             | 18             |
| Xbox One November 2019 Update                             | 10.0   | 8 oktober 2019   | 1909   | 18363 | Gaming     | 19H2        | 24 februari 2020 | 24 februari 2020 | n.v.t.         | 12             | 18             |
| Windows 10 November 2019 Update                           | 10.0   | 12 november 2019 | 1909   | 18363 | Client     | 19H2        | 10 mei 2022      | 10 mei 2022      | 11             | 12             | 18             |
| Xbox One 20H1                                             | 10.0   | 21 april 2020    | 2004   | 19041 | Gaming     | 20H1        | augustus 2020    | augustus 2020    | n.v.t.         | 12             | 18             |
| Windows 10 May 2020 Update                                | 10.0   | 27 mei 2020      | 2004   | 19041 | Client     | 20H1        | 14 december 2021 | 14 december 2021 | 11             | 12             | 18             |
| Windows Server versie 2004                                | 10.0   | 27 mei 2020      | 2004   | 19041 | Server CLI | 20H1        | 14 december 2021 | 14 december 2021 | n.v.t.         | 12             | 18             |
| Windows 10 October 2020 Update                            | ?      | 20 oktober 2020  | 2009   | ?     | Client     | 20H2        | onbekend         | onbekend         | ?              | ?              | ja             |
| Windows 10X                                               | ?      | najaar 2020      | ?      | ?     | Client     | ?           | Onbekend         | Onbekend         | ?              | ?              | ja             |
| Windows 11 Version 22H2 Enterprise and Education-editions | 11     | 5 oktober 2021   |        |       | Client     |             | ?                | 24 juni 2025     |                |                |                |

## Ontwikkeling van Windowsversies
Huidige versies van Windows worden ontwikkeld met behulp van het Windows Insider-programma en met een ringen-systeem. Windows 8.1 en eerder werden op een andere manier ontwikkeld. Microsoft hield informatie grotendeels geheim en zou vervolgens een gelimiteerde hoeveelheid builds vrijgeven aan het grote publiek. Dit waren meestal enkele bèta's en een release candidate waarna Windows in RTM zou gaan en zou worden afgeleverd aan fabrikanten om op hun systemen te installeren.
In tegenstelling tot eerdere versies van Windows, wordt Windows 10 anders ontwikkeld ten opzichte van de gebruikers. Zo gaf Microsoft eerder dan gewoonlijk toegang tot vroege testversies voor degenen die ermee aan de slag willen. Ook worden testversies vaker voorzien van updates. Waar Microsoft bij Windows 8 gemiddeld vier maanden liet tussen nieuwe updates, is dit bij Windows 10 slechts enkele weken of soms dagen. In deze builds wordt ook vaker onafgewerkte functionaliteit meegenomen, zoals de zogenaamde z-apps. Dit zijn apps die nog volop in ontwikkeling zijn.

### Windows Insider
Windows Insider is een programma dat opgezet is voor personen die willen deelnemen aan het testen van Windows-builds tijdens de ontwikkelingsfase. Windows Insider geeft toegang tot de builds, staat gebruikers toe te updaten naar nieuwe builds en geeft toegang tot de Microsoft Feedback-app in Windows 10. Nieuwe builds worden niet volgens een specifiek patroon vrijgegeven, wel kunnen gebruikers kiezen om nieuwe versies direct te ontvangen als deze worden vrijgegeven of deze nog even uit te stellen.

## Rings
Rings zijn de ontwikkelingsstadia van het maken en testen van de builds van Windows 10. Er zijn sinds 21 oktober 2014 8 Rings, waarvan er 5 via het Insider Programma kunnen worden bereikt. De Rings geven aan wie wanneer toegang krijgt tot een nieuwe testbuild en in welk stadium deze build zich bevindt. De eerste Ring krijgt dagelijks nieuwe versies, terwijl de laatste Ring tot meerdere weken per build heeft. Windows Insiders zijn vrij te kiezen tussen de verschillende Rings, behalve bij Xbox, waar via een levelsysteem wordt gespeeld. De laatste Ring is vrij en door middel van feedback kunnen de eerdere Rings worden vrijgespeeld.

### Overzicht
| Ring                         | Beschikbaarheid | Betekenis |
| ---------------------------- | --------------- | --- |
| Canary                       | Microsoft       | Canary wordt dagelijks voorzien van updates en zijn alleen toegankelijk voor selecte Windows-ontwikkelaars in de Operating Systems Group (OSG). |
| Selfhost                     | Microsoft       | Zodra de Canary Ring een build goed acht, wordt deze verspreid over Selfhost. |
| Fast Ring Skip Ahead         | Insiders        | Windows Insiders in de Fast Ring Skip Ahead krijgen builds zodra ze door Selfhost zijn goedgekeurd, deze worden direct geïnstalleerd. Zodra builds voor de volgende update van Windows 10 worden gecompileerd wordt Skip Ahead hierop overgeschakeld.                                                                                |
| Fast Ring Active             | Insiders        | Windows Insiders in de Fast Ring Active krijgen builds zodra ze door Selfhost zijn goedgekeurd, deze worden direct geïnstalleerd. De builds zijn instabiel en er wordt overgeschakeld naar de volgende update van Windows 10 wanneer de RTM-build van de huidige Windows 10-versie is verschenen.                                    |
| Microsoft Ring               | Microsoft       | De laatste niet-publieke fase is toegang voor Microsoft zelf, en wordt verspreid als er niet te veel problemen in de Fast Ring Skip Ahead en Active worden gevonden en die de build dus goed achten. |
| Slow Ring                    | Insiders        | Als er geen problemen optreden in de vorige Ring, zal de build enkele dagen later ook naar de Slow Ring worden doorgestuurd. De builds zijn redelijk stabiel en er wordt overgeschakeld naar een toekomstige Windows 10-versie wanneer de RTM-build van de huidige Windows 10-versie ongeveer 2 tot 3 maanden geleden is verschenen. |
| Preview Ring                 | Insiders        | Een Ring alleen beschikbaar voor Xbox. |
| Release Preview              | Insiders        | Deze ring heeft dezelfde builds als de Semi-Annual Channel Targeted, maar krijgt updates, appupdates en driverupdates eerder. De builds zijn stabiel en gebruikers krijgen de nieuwe Windows 10-versie ongeveer 1 week voor de release van niet-insiders.                                                                            |
| Semi-Annual Channel Targeted | Publiek         | De Semi-Annual Channel Targeted bevat altijd de meest recente stabiele versie van Windows 10. Dit is de enige branch beschikbaar voor Windows 10 Home voor niet-insiders. |
| Semi-Annual Channel Broad    | Bedrijven       | Deze branch krijgt alle bugfixupdates, maar nieuwe functies kunnen worden uitgesteld tot 4 maanden na release in de Semi-Annual Channel Targeted. |
| Long-Term Servicing Channel  | Bedrijven       | Deze branch wordt enkel voorzien van kritieke beveiligingsupdates en wordt pas eens in de drie jaar voorzien van nieuwe features. |

Builds worden vrijgegeven in de Fast Ring zodra er geen grote problemen zijn gevonden bij de ontwikkeling. Als de build via updates stabiel genoeg kan worden zal deze ook worden uitgerold naar de Slow Ring, als er te veel problemen worden aangetroffen blijft de Slow Ring op de voorgaande build. Voor Windows 10 Mobile-builds zijn er strengere eisen omdat deze versie niet kan worden voorzien van tussentijdse updates zoals de desktopversie.